# Jabberwocky (juego de naipes)
Jabberwocky es un juego de cartas en el cual pueden participar de 3 a 5 personas. El objetivo es predecir y acertar un número de bazas a lo largo de 13 rondas. El ganador es quien logra advinar el mayor número de predicciones.

## Repartir
Para empezar se distribuyen 3 cartas a cada participante. Luego se muestra la carta superior del montón que definirá la pinta especial.
Con cada ronda se agrega una carta hasta alcanzar 9 cartas para cada jugador. Luego se hace en sentido contrario restando una carta. Después de 13 rondas, cuando los jugadores tienen otra vez 3 cartas, concluye el juego.

## Predecir el número de bazas
El jugador a la izquierda del repartidor inicia el juego prediciendo un número específico de bazas a alcanzar (entre 0 y el número de las cartas en la mano).
Los siguientes jugadores hacen sus respectivas predicciones. La del último jugador deberá ser tal que la suma de las predicciones difiera del número de cartas en la mano (Esto implica que en cada ronda por lo menos un jugador quede sin puntos).

## El juego
El jugador que hizo la primera predicción iniciará la ronda lanzando una carta cualquiera. Los próximos jugadores deben seguir la misma pinta. En caso de no tenerla, pueden jugar cualquier otra carta.
No se puede comenzar una mano con la pinta especial si esta no ha sido jugada en manos anteriores.
El jugador que lanza la carta más alta de la pinta elegida al iniciar la mano gana, excepto si se han lanzado cartas de la pinta especial, en cuyo caso gana quien lanza la carta más alta de la misma. Ese ganador empieza la siguiente mano.
La ronda finaliza cuando se han jugado todas las cartas.

## Puntuación
Al final de cada ronda los aciertos en los predicciones le dan un punto al jugador. Gana el o los jugadores que acumulen la puntuación más alta luego de 13 rondas.